# Германистика
Германистика (лат. germanus «германский») или германская филология — область индоевропейской филологии, изучающая германские языки и литературы, а также фольклор и культуру германских народов Старого и Нового света. Германистика — это также раздел частного языкознания, занимающийся изучением языков и культуры германоязычных народов и, в частности, изучением немецкого языка во всех его проявлениях. Современная германистика в значительной степени сфокусирована на изучении английского языка, который также относится к германским. Учёные, специально занимающиеся этой областью, называются германистами. 

## История
Как и романистика, германистика возникла ещё в Средние века, преимущественно как некая смежная гуманитарная дисциплина. Однако долгое время всё внимание лингвистов Европы было приковано к романистике, трактующей отношения между классической латынью и романскими языками. Интерес к романистике усилился в XII—XIII веках и особенно возрос после появления поэзии трубадуров, использовавших для записи песен провансальский язык. Германские языки в этот период практически не изучаются. Как наука германистика появилась лишь в XVI—XVII веках, когда у германских народов проснулся интерес друг к другу и политико-экономический центр Европы сместился из Средиземноморья на север. Германистика представляет собой несколько иную дисциплину, чем романистика, поскольку германские языки, в отличие от романских, не имели чётко зафиксированного общего предка, ведь прагерманский язык, в отличие от латыни, не был письменным. Германистика в этом плане схожа со славистикой.
В России активно действует Российский Союз Германистов — объединение литературоведов, лингвистов, культурологов и других исследователей и авторов, научные интересы которых сосредоточены в области германистики. Его члены считают, что германистика — особый предмет изучения.